# 槐安桥站
槐安桥站是石家庄地铁3号线的地铁车站，位于中华人民共和国河北省石家庄市桥西区中华南大街与建国路交叉口地下，2017年6月26日開通运营。

## 车站结构
槐安桥站位于中华南大街与建国路交叉口，沿中华南大街呈南北向布置，长232米，标准段宽21.1米，为地下两层岛式车站。
| 地面              | 出入口 | A、C1、C2、D出入口                                                                                    |
| 地下一层          | 站厅   | 客服中心、自动售票机、验票机                                                                          |
| 地下二层          | 站台   | \| \| \| █ 3号线往西三庄（东里） \| \| 島式 · 開左邊车门 \| \| \| \| \| \| █ 3号线往乐乡（西三教） \| |
|                   |        | █ 3号线往西三庄（东里）                                                                               |
| 島式 · 開左邊车门 |        | |
|                   |        | █ 3号线往乐乡（西三教）                                                                               |

## 车站出口
槐安桥站共设4个出口，各出口及周围设施如下所示：
| 出口编号                             | 照片 | 地点               | 可到达目的地                 |
| ------------------------------------ | ---- | ------------------ | ---------------------------- |
| 出口 · A · 升降机标志 · 扶手电梯标志 |      | 中华南大街（东侧） | 石家庄市粮食局、发源小区     |
| 出口 · C · 1 · 扶手电梯标志          |      | 中华南大街（西侧） | 石家庄铁路三十四宿舍         |
| 出口 · C · 2 · 扶手电梯标志          |      | 中华南大街（西侧） | 石家庄铁路三十四宿舍         |
| 出口 · D · 扶手电梯标志              |      | 中华南大街（西侧） | 中国农业发展银行(河北省分行) |
| 註： 設有 \| 設有扶手電梯            |      |                    |                              |

## 接驳交通

### 公交车
| 途经槐安桥站的公交线路                                                     |            | |
| 类型                                                                       | 运营商     | 线路及主要站点[1] |
| 公共汽车                                                                   | 石家庄公交 | - 1环1路/2路：公交驾校 ↔ 槐安桥 ↔ 新百广场南 ↔ 建和桥 ↔ 体育场 ↔ 安建桥 ↔ 公交驾校 - 3路：新百广场西 ↔ 槐安桥 ↔ 平安大道南口 ↔ 平安医院 ↔ 南位 - 8路：祥云国际 ↔ 槐安桥 ↔ 新百广场北 ↔ 省二院北院 ↔ 南高基 - 9路：车管所 ↔ 西焦 ↔ 新百广场北 ↔ 槐安桥 ↔ 火车站(西广场) - 13路：柏林公园 ↔ 新百广场北 ↔ 槐安桥 ↔ 公交驾校 ↔ 尹泰花园 - 20路：北站 ↔ 新百广场北 ↔ 槐安桥 ↔ 火车站(西广场) - 22路：台头·双凤山 ↔ 省公安厅 ↔ 友谊新石中路口 ↔ 槐安桥 ↔ 解放广场 - 49路：解放广场 ↔ 槐安桥 ↔ 安建桥 ↔ 世纪公园 ↔ 医大一院 - 117路：经贸大学北 ↔ 西营 ↔ 金柏林 ↔ 新百广场北 ↔ 槐安桥 ↔ 火车站(西广场) - 312路：山南张庄 ↔ 北国奥特莱斯 ↔ 永壁北 ↔ 槐安桥 ↔ 解放广场 - 315路：纪念碑 ↔ 槐安桥 ↔ 东广场东 ↔ 南位 ↔ 平南 - 319路：南张庄 ↔ 永壁北 ↔ 槐安桥 ↔ 解放广场 - 339路：南张庄 ↔ 永壁东 ↔ 槐安桥 ↔ 解放广场 |
| 1 粗体字为可接驳槐安桥站的站点；因篇幅有限，本表仅罗列公交线路的主要站点。 |            | |

## 历史
- 2014年8月1日，车站正式开工。
- 2015年5月11日，车站主体结构封顶[5]。

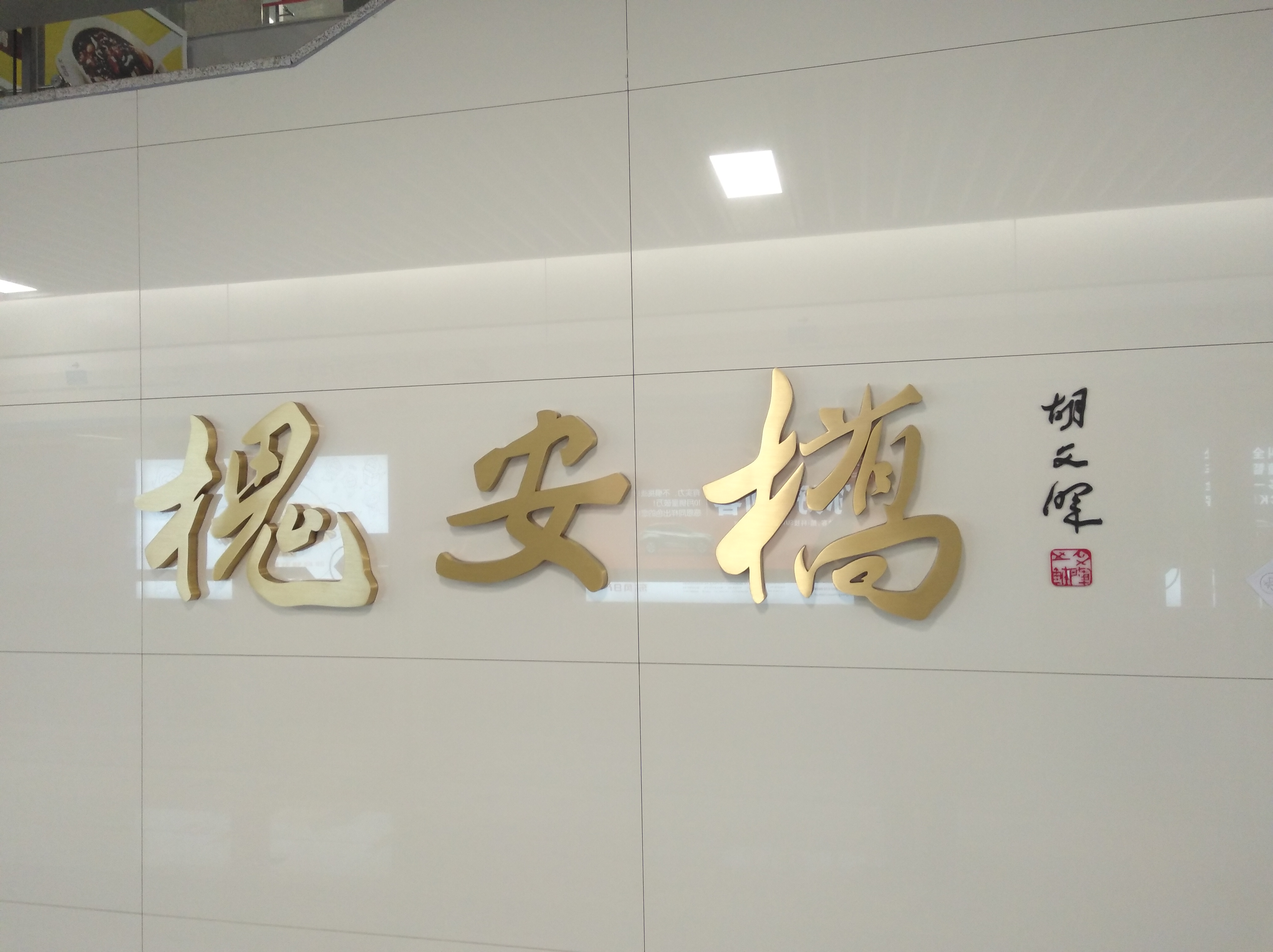
槐安桥站站名

- 2017年6月26日，本站随3号线通车一同开通[1]。